# Vụ rơi Airbus A400M Atlas Sevilla 2015
Ngày 9 tháng 5 năm 2015, một vận tải cơ quân sự Airbus A400M Atlas trong một chuyến bay thử nghiệm rớt tại La Rinconada, ít hơn 3,1 dặm (5 km) từ phi trường Sevilla vào khoảng 01:00 giờ địa phương,, làm thiệt mạng bốn người trong phi hành đoàn và gây thương tích trầm trọng cho hai người khác.

## Phi cơ
Chiếc phi cơ loại Airbus A400M bị rớt khi đang được bay thử ở gần phi trường, tạo thêm các câu hỏi về sự an toàn của chiếc vận tải cơ cánh quạt loại mới này. Công ty Airbus nói rằng chiếc phi cơ rớt được dự trù chuyển giao cho Thổ Nhĩ Kỳ vào Tháng Sáu.
Airbus thông báo rằng bốn người trong phi hành đoàn thiệt mạng trong tai nạn. Hai người khác được điều trị tại bệnh viện. Hai phi công ngay trước đó thông báo rằng phi cơ gặp trở ngại kỹ thuật, theo tin từ các kiểm soát viên không lưu Tây Ban Nha.
Seville là nơi lắp ráp sau cùng của phi cơ loại A400M, trong chương trình trị giá 20 tỷ euro, vốn đã xuất xưởng chiếc đầu tiên vào năm 2013. Khoảng 194 phi cơ Airbus A400M đã được tám quốc gia đặt mua, gồm cả Tây Ban Nha, để thay thế các phi cơ loại C-130 đã cũ của họ.

## Hậu quả
Anh và Đức ngay lập tức thông báo sẽ ngưng sử dụng các phi cơ A400M của họ cho tới khi nguyên nhân gây ra vụ phi cơ rớt được xác định. Bộ Quốc phòng Anh nói rằng hai chiếc A400M của họ được tạm thời ngưng sử dụng vì lý do an toàn. Quân đội Đức chỉ mới tiếp nhận một chiếc và cũng sẽ ngưng sử dụng lúc này, theo hãng thông tấn DPA.
Thủ tướng Tây Ban Nha Mariano Rajoy ngỏ lời chia buồn đến gia đình của phi hành đoàn gồm toàn người Tây Ban Nha này và cho hay vụ rớt phi cơ ảnh hưởng trầm trọng đến một kỹ nghệ rất quan trọng cho Tây Ban Nha cũng như cho Âu Châu.